# Youssef Kaouel
 (octobre 2020).
Youssef Kaouel (arabe : يوسف القوال), mort le 18 février 2013, est un footballeur tunisien. Il évoluait au poste de milieu avec le Club africain et était connu dans les milieux sportifs par son surnom d'El Khal.

## Palmarès
Club africain
- Championnat de Tunisie (2) :
  - Champion : 1964 et 1967.
- Coupe de Tunisie (2) :
  - Vainqueur : 1965 et 1967.